# Andreas Resch (Manager)
Andreas Resch  (* 23. März 1953 in Freiburg im Breisgau) ist seit 1. Januar 2009 im Vorstand der Modalis Management AG. Vom 1. Januar 2004 bis zum 31. Dezember 2008 war er Geschäftsführer der Bayer Business Services (BBS) und CIO der Bayer AG. 
Andreas Resch studierte Wirtschafts- und Sozialwissenschaften an der Freien Universität Berlin (Schwerpunkt Organisation und Datenverarbeitung) und schloss 1976 mit dem Diplom ab. Anschließend war er Wissenschaftlicher Assistent und wurde 1982 mit der Arbeit Die Staatsbetriebe. Zur theoretischen Bestimmung produktiver Bereiche staatlicher Tätigkeit promoviert.
Sein beruflicher Einstieg erfolgte 1983 als kaufmännischer Geschäftsführer bei den Berliner Stadtreinigungsbetrieben (BSR). Weitere Stationen waren Francotyp-Postalia (Verantwortung für Datenverarbeitung und Organisation, 1988–1993), Herlitz (1993–1997 kaufmännischer Leiter der Auslandsgesellschaften, 1997–2000 Vorstand Logistik und Informationstechnologie) und Fiege Deutschland GmbH (2000–2003 Geschäftsführer und CIO), ehe er zur Bayer AG wechselte.
1999 erhielt er die von der Gartner Group und der Computerwoche verliehene Auszeichnung „IT-Anwender des Jahres“ für seine innovativen IT-Lösungen.
Andreas Resch verließ die Bayer Business Services zum 31. Dezember 2008. Er wechselte in den Vorstand der Modalis Management AG.

## Schriften
- mit Walter Brenner, Veit Schulz: Die Zukunft der IT in Unternehmen. Managing IT as a business. Frankfurter Allgemeine Buch, Frankfurt am Main 2010, ISBN 978-3-89981-214-5.